# Tropidurus hygomi
Tropidurus hygomi är en ödleart som beskrevs av  Johannes Theodor Reinhardt och LÜTKEN 1861. Tropidurus hygomi ingår i släktet Tropidurus och familjen Tropiduridae. Inga underarter finns listade i Catalogue of Life.